# Salix michelsonii
Salix michelsonii — вид квіткових рослин із родини вербових (Salicaceae).

## Морфологічна характеристика
Це кущ до 4 метрів заввишки; кора синювато-сіра. Гілочки пониклі, жовті, тонкі, голі, блискучі. Листки на ніжках; листкова пластинка лінійно-ланцетної форми, 40–100 × 4–6 мм, в молодому віці злегка запушена, потім ± гола, майже рівномірно забарвлена з обох поверхонь, край віддалено різко зубчастий, верхівка загострена. Жіноча сережка 30–50 × ≈ 4 мм. Коробочка коричнева, ≈ 5 мм, гола.

## Середовище проживання
Казахстан, Туркменістан, Сіньцзян. Росте вздовж пустельних річок.